# 伍仲衡
伍仲衡（英語：Harry Ng Chung Hang，1973年11月21日—），是香港流行音樂作曲家、編曲家及音樂監製，亦曾涉足填詞，音樂事業始於1996年，曾兩度獲得CASH流行曲創作大賽獎項。因能在無曲譜的情況下彈奏大部分流行歌曲，在香港樂壇被稱為「神之手」。他曾擔任伍樂城伯樂音樂學院的音樂製作及科技系導師，同時仍繼續推出新作品。2021年起常活躍於無綫電視歌唱選秀節目的評審工作。

## 生平
伍仲衡早年在九龍旺角太子成長，有一名胞弟。伍分別在1985年和1990年畢業於九龍聖公會基榮小學上午校（小一至小六）和聖芳濟書院（與電影導演鄭保瑞為同屆小學及中學同學）。小學四年級開始學習彈鋼琴，中學時是足球校隊成員，既是足球學會會長、剛社副社長及音樂學會副會長，又參加過童軍活動和為校內歌唱比賽伴奏。預科畢業後打算當機場工程師而修讀香港科技大學土木工程系課程（該學系首屆取錄學生，完成首三個學期便因轉去教導其他同學彈琴，以致出席率低。最終被校方停課一個學期。），但為了追求音樂理想而輟學。他入行前後，即1995年至1999年為出版社編寫流行曲簡譜《金榜猛歌》。1991年（中六）已於聯校音樂比賽「Let Our Voices Echo」為表演嘉賓周慧敏作歌曲《天荒愛未老》的鋼琴伴奏。同期在大學的音樂比賽中認識了寶麗金的員工。
1995年，香港業餘填詞人協會在上環文娛中心為《新曲新詞集》十首包括伍示範作品在內的優秀作品安排一個音樂會。適逢席間有寶麗金公司的高層賞識其作品，加上有意將作品設計成陳慧嫻專輯的歌曲，即《最美的預兆》，於是從1996年8月起被羅致他到寶麗金旗下，以獨家創作人身份參與香港樂壇作曲、編曲及填詞工作。其首份發表的第一首個人作品是1997年陳曉東的《愛你‧躲你》。此前於1995年參加了CASH流行曲創作大賽，並獲得1998年第十屆冠軍和2000年第十二屆亞軍。伍仲衡合共四次參賽均進入決賽。
1999年，王菀之回港當暑期工；伍仲衡把她介紹到香港環球唱片試音，且提議她參加CASH流行曲創作大賽，結果令她成為唱作歌手。及後於2000年代中期，他加入由馮穎琪於2002年創立的一個音樂人交流組織「Green Coffee」，以協助歌手製作專輯、舉辦音樂會及工作坊以及為新晉音樂人出版作品或安排演出。2005年，伍參與張學友歌舞劇《雪狼湖》的亞洲巡迴演出，任鍵琴手達二十至三十場。2007年以演唱會樂隊成員身份參與了104場學友光年世界巡迴演唱會。他曾擔任伯樂音樂學院的導師，教授音樂製作。也會為歌唱比賽擔任評判委員。又會主持網上音樂直播演唱節目。自2017年開始跟隨金培達學習製作電影配樂。
伍仲衡與藝人蕭正楠、區永權自2022年合作主持無綫電視音樂節目《總有歌聲喺隔離》起，三人常共同參與幕前演出，並推出合唱歌曲。區永權早於有線電視娛樂新聞台擔任主播時期，因採訪伍仲衡而認識他，後在區永權的介紹下，伍仲衡也認識了蕭正楠。
伍仲衡自幼花很多時間練習鋼琴，熟記大量音樂旋律，能夠在無曲譜的情況下彈奏大部分流行歌曲，特別是香港粵語80-90年代的流行曲，曾採訪他的區永權因而為他起了一個「神之手」綽號，後「神之手」之說在娛樂圈及傳媒間傳開。
2024年12月，伍仲衡搶先跟同時被無綫電視挖角、《校園好聲音-唱響中國》大學生歌唱比賽冠軍洪心怡簽約，此舉被指得罪無綫電視，事後被無綫電視終止合作。不過，伍不認為自己被無綫封殺。

## 特別製作
- 2010年：聖芳濟書院（九龍聖芳濟書院55週年校慶主題曲）
- 2015年：聖芳濟書院[23]（九龍聖芳濟書院60週年校慶主題曲）

## 音樂作品

### 曲詞編監作品
1996年
|                             |                             |
| - 陳曉東 - 愛你．躲你（曲） | - 陳慧嫻 - 最美的預兆（曲） |

1997年
|                                       |  |
| - 陳曉東 - 愛妳．躲妳（國語版）（曲） |  |

1998年
|                       |  |
| - 陳曉東 - 巨人（曲） |  |

1999年
|                                           |                         |
| - 何嘉莉 - 愈錯愈愛（極樂）（曲、編、監） | - 鄭中基 - 想愛你（曲） |

2000年
| |                                                                                         |
| - 小 雪 - 說清楚（曲） - 王 傑 - 享受孤獨（曲） - 李克勤 - 寫我深情（曲） - 張家輝 - 刺傷我（曲、詞） | - 張家輝、關詠荷 - 愛沒太多理由（曲） - 陳冠希 - 左上右落（曲） - 謝霆鋒 - 別說狠（曲） |

2001年
|                                       |                                          |
| - 李彩樺 - 愛一個人原來不易（曲、詞） | - 鍾兆康、汪 敏、張佳佳 - 天馬行空（曲） |

2002年
|                                                               |                                                     |
| - EO2 - 守護星（曲、編、監） - EO2 - 第一次擁抱（曲、編、監） | - 梁詠琪 - 人間之最（曲） - 鄭秀文 - 時間之光（曲） |

2003年
|                                                                            |                                                                |
| - Cheers - 其實．從未．明白（曲） - 方力申 - 失戀勝地（曲） - 周 蕙 - 收藏 | - 黃凱芹、陳松伶 - 最佳指引（曲、編） - 鄭 融 - 浮沙（曲、編） |

2004年
| | |
| - EO2 - 愛壞人（曲） - EO2 - 真要命（曲） - EO2 - 讓我對你好（曲、編、監） - 方力申 - 可愛不可愛（曲） - 何韻詩 - 畸（曲） - 何韻詩 - 艷光四射（曲） - 余文樂 - 生還者（曲、編） - 余文樂 - 生還者（Acoustic Mix）（曲、編、監） - 吳日言 - 轉機（曲） - 李克勤 - 那個應該是我（編） | - 李克勤 - 空中飛人（曲、編） - 李克勤 - 時差（曲、編） - 容祖兒 - 天氣報告（曲） - 梁詠琪 - 像你（曲） - 梁漢文 - 願賭服輸（曲） - 許志安 - 明天請早（曲） - 黃伊汶 - 豁出（曲） - 黃凱芹 - 最佳男配角（曲、詞） - 劉浩龍 - 奇幻世紀（曲） |

2005年
| | |
| - 2R - 大寵愛（曲、編） - 2R - 戀愛星期天（曲、編） - 王菀之 - 我真的受傷了（編、監） - 余文樂 - 名牌（曲、編） - 余文樂 - 交換（曲、編） - 吳日言 - 說中了（編） - 吳浩康 - 生於83（曲） - 李克勤 - 十年前後 - 李克勤 - 情非首爾 - 李克勤 - 婚前的女人 - 林 苑 - 愛情飛走了 - 容祖兒 - 損友 - 張栢芝 - 氹氹轉（曲、編） - 張栢芝 - 豁出去（曲） | - 張栢芝 - 桃花轉（曲、編） - 張栢芝 - 愛情學院（曲） - 張衛健 - 超人（曲） - 梁洛施 - 精心片段（曲、編） - 梁洛施 - 迷上天蠍（曲） - 梁詠琪 - 密雲（曲） - 梁靖琪 - 賤人 - 郭芯其 - 冰點（曲、詞、編） - 許志安 - 講也不要講 - 陳文媛 - 你女友（曲） - 陳慧琳 - 兩個世界（曲） - 崔建邦 - 正義虎將（伍仲衡／鄧智偉／葉肇中編） - 劉若英 - 只怪我自己（曲） - 譚詠麟 - 舊名單（曲） |

2006年
| | |
| - 方皓玟 - 全天候愛上（曲、編、監） - 方皓玟 - 如果想我哭（曲、編、監） - 方皓玟 - 聽話（曲、編、監） - 方皓玟 - 胭脂鬥（曲、編、監） - 方皓玟 - 前世（曲、編、監） - 王菀之 - 滿天星（編、監） - 王菀之、森 美 - 擁抱一個人（監） - 吳浩康 - 公元前（曲） - 李克勤 - 公主太子（曲、編） - 李克勤 - Paris Hilton（曲） - 李克勤 - 先賭為快（曲、編） - 泳 兒 - 心中有數（曲） - 容祖兒 - 流淚眼望流淚眼 - 張敬軒 - 過雲雨（曲、詞、編、監） - 張敬軒 - 餘震（曲） - 張敬軒 - 老了十歲（曲、編、監） - 張敬軒 - 病況（曲、編、監） | - 梁洛施 - 戀愛地圖（曲、編） - 梁詠琪 - 煙花三月（曲、編） - 許志安 - 豬先生（編、監） - 許志安、胡杏兒 - 醜得漂亮（編、監） - 郭芯其 - 愛是個假設（曲、編） - 郭芯其 - 冰火（曲、編） - 楊丞琳 - 遇上愛（曲） - 劉德華 - 教你如何不愛他（曲、編） - 蔡卓妍 - 一個人看電影（曲） - 鄧麗欣 - 自遊自在（曲） - 薛凱琪 - 夢遊（曲） - 藍奕邦 - 善忘（編） - 關智斌 - 鎢絲燈（曲） |

2007年
| | |
| - 江若琳 - 傷情路（曲） - 江若琳 - 錯愛（曲、編、監） - 吳雨霏 - 各行各路（曲） - 李克勤 - 晚安（曲、編） - 辛曉琪 - 遺忘的結晶（曲） - 泳 兒 - 一時倦了（曲、編） - 洪卓立 - 苦行僧（曲） - 洪卓立 - 目前（曲、編） - 徐若瑄 - 好眼淚壞眼淚 | - 梁漢文 - 註定（曲、編） - 陳柏宇 - 車匙（曲） - 陳柏宇 - 一公升的眼淚（曲） - 傅 穎 - My Cup Of Tea（曲） - 鄭 融 - 東京百貨（曲） - 鄧麗欣 - 日久生情（曲、編） - 鄧麗欣 - 再見不是朋友（曲、編） - 蔣雅文 - 失散（曲、編、監） - 鍾鎮濤 - 時代變了（曲） |

2008年
| | |
| - at17 - Over The Rainbow - 林峯、泳兒 - 明天以後（曲） - 何韻詩、應昌佑 - 英雄心 - 陳曉東 - 無仇無怨 - 黃宗澤 - 全度愛你（曲、監） - 黃宗澤 - 多謝試用（曲、編、監） - 黃宗澤 - 忙甚麼（曲、編、監） - 楊千嬅 - 擁抱回憶（曲、編、監） | - 劉浩龍 - 火花不等人（曲、編） - 劉浩龍 - 火花不等人（Brazilian Mix）（曲、編、監） - 劉德華 - 一晚長大（曲） - 鄭 融 - 健康教育（曲） - 鄧麗欣 - 冷靜（曲、編） - 衛 蘭 - 如水（曲、編、監） - 衛 蘭 - 寒命（曲、編、監） - 鍾欣桐 - 你看得見嗎（曲） |

2009年
| | |
| - 方皓玟 - Table For Two（曲、監） - 方皓玟 - I Wanna Be Strong（監） - 朱韻詩 - 死裡逃生（曲） - 周麗淇 - 身在福中（編、監） | - 楊千嬅 - 原來過得很快樂（曲、編、監） - 劉德華 - 你是我所有（曲、編） - 劉德華、舒 淇 - I Do（曲、編） - 鄧麗欣 - 陪著我走（曲、編） |

2010年
| | |
| - 李克勤 - 挨風科（曲、編） - 林奕匡 - 一個都不能少（監） - 张信哲 - 最初（曲、編） - 陳奕迅、露雲娜 - 講男講女（曲） - 陳柏宇 - 日出前讓戀愛延續（曲、編、監） - 陳柏宇 - 再見不再見（編、監） - 陳柏宇 - 潮人蜜語（編、監） - 陳偉霆 - 穿心箭（曲、編） | - 彭永琛 - 人間昆蟲記（曲、編、監） - 彭永琛、黃鎧晴 - 測謊機（監） - 黃宗澤 - 一代宗師（監） - 黃宗澤 - 越過高山越過谷（監） - 黃宗澤 - 畏高（監） - 焯 皓 - 愛就愛（曲） - 焯 皓、戴辛尉 - 恨就恨（曲） - 鄧健泓 - 逾期居留（曲） |

2011年
| |                                                                            |
| - 周慧敏 - 無雙譜（曲、編、監） - 周慧敏 - 放下的力量（曲、編、監）（《無雙譜》國語版） - 周慧敏 - 有您美麗太多（曲、編、監） - 陳健安 - 時間之光（曲） | - 泳 兒 - 花與蝶（曲、監） - 張 靈 - 能捨能離（監） - 焯 皓 - 愛就愛（曲） |

2012年
|                                                                                       |                                                                                     |
| - 丁 噹 - 差一步（曲） - 石詠莉 - 戀愛週期（編、監） - 雨 僑 - 認真你就輸了（編、監） | - 陳僖儀 - 欠你（曲、監） - 湯駿業 - 肥嘟嘟（編、監） - 譚詠麟 - 愛未等於擁有（曲） |

2014年
| | |
| - Fantaz - 某某（編、監） - 方皓玟 - 分手總約在雨天（編） - 方皓玟 - 無人像你（編） - 朱豔強 - 搏你一笑（編） - 周慧敏 - A Love Like This（編、監） | - 周慧敏 - 伯拉河（曲、編、監） - 周慧敏 - 咖啡在等一個人（曲） - 楊千嬅 - 來生舞（曲） - 葉文輝 - 如果相戀不可以沒有歌（曲、監） - 鄭秀文、陳健安 - 時間之光(合唱版)（曲） |

2015年
| | |
| - 方皓玟 - 哭乾了眼淚（編） - 方皓玟 - 你是你本身的傳奇（編） - 王菀之 - 小手術（曲、監） - 馬嘉均、李卓庭 - 薰依戀（編、監） - 張碧晨 - 幸福夢（曲） | - 羅力威 - 夏之咩（編、監） - 羅力威 - 一花一世界（編、監） - 羅力威 - 聽電台的人（編、監） - 羅力威 - 未來還未來（監） |

2016年
| | |
| - C AllStar - 兄兄我我（曲、編） - 江若琳 - 原來我還愛著你（編、監） - 張智霖 - 愈愛愈美麗（曲、編、監） - 許靖韻 - 蝴蝶（編、監） - 許靖韻 - 不要吃花生（編、監） | - 許靖韻 - 大個之後（監） - 黃千庭 - 幸福飛行模式（編、監） - 黃千庭 - 微愛情（編、監） - 羅力威 - 在地球漫步（監） - 羅力威 - 遠遠的愛（編、監） |

2017年
|                             |  |
| - 江若琳 - 小燈塔（曲、監） |  |

2018年
|                                                                                       |                                                        |
| - 方皓玟 - 時間囊（編、監） - 李晧軒 - 明明想抱緊（編、監） - 梁漢文 - 暗光（編、監） | - 陳慧琳 - 答應你會幸福的（曲） - 陳 穎 - 幸福夢（曲） |

2019年
|                               |  |
| - 曾傅君 - 不留餘地（編、監） |  |

2020年
|                                       |                                 |
| - 周柏豪、方力申 - 愛心聖誕（曲、監） | - 周慧敏 - 眼淚的堅強（曲、監） |

2021年
| | |
| - 王菀之 - 倒數（曲、詞、編、監） - 王菀之 - 想愛你（曲、編、監） - 王菀之 - 餘震（曲、編、監） - 王菀之 - 人魚の夢（曲、編、監） - 王菀之 - 流淚眼望流淚眼（曲、編、監） - 王菀之 - 小手術（曲、編、監） - 王菀之 - 假如讓你吻下去（監） | - 王菀之 - 印象（編、監） - 王菀之 - 心債（監） - 王菀之 - 儂本多情（監） - 王菀之 - 當世界無玫瑰（監） - 王菀之、伍仲衡 - 仍然記得嗰一次（編、監） - 石詠莉 - 期間限定（監） - 朱豔強、陳家朗 - 搏你一笑（舊愛合唱版）（編） |

2022年
| | |
| - HEA - HEA到爆（曲、詞、監） - 伍仲衡、區永權、蕭正楠 - 地球生病了（曲、詞） - 炎明熹 - 好想約你（曲、編、監） | - 陳曉東 - 這種年紀（曲、編、監） - 群 星 - 獅子山下 同心抗疫（監） - 蕭正楠 - 小小大人物（曲、編、監） |

2023年
| |                                                                                                 |
| - 伍仲衡 - 你是我最愛的旋律（曲、詞、唱、編、監） - HEA - 凡事冇免費（曲、詞、監、編） - 王馨平 - 威嚴背後（曲、編、監） - 車婉婉 - 遲來的加冕（曲、編、監） | - 容祖兒 - 像我們這種女子（曲、編、監） - 區永權 - 把稿當歌（曲、編、監） - 陳曉東 - 專注（監） |

2024年
|                                                           |                                                       |
| - 冼靖峰 - 勇氣（編） - 炎明熹 - 最動人一次（曲、編、監） | - 陳曉東 - 大細路（監） - 黎展峯 - 奧運成就了我（曲） |

2025年
|                             |                                     |
| - 方皓玟 - 步兵記（編、監） | - 洪心怡 - 你是我的煩惱海（曲、監） |

### 派台歌曲成績
| 派台歌曲成績（五台） | 派台歌曲成績（五台） | 派台歌曲成績（五台） | 派台歌曲成績（五台） | 派台歌曲成績（五台） | 派台歌曲成績（五台） | 派台歌曲成績（五台） | 派台歌曲成績（五台）                                        |
| -------------------- | -------------------- | -------------------- | -------------------- | -------------------- | -------------------- | -------------------- | ----------------------------------------------------------- |
| 唱片                 | 歌曲                 | 903                  | RTHK                 | 997                  | TVB                  | ViuTV                | 備註                                                        |
| 2023年               |                      |                      |                      |                      |                      |                      |                                                             |
|                      | HEA到爆              | ×                    | ×                    | ×                    | 20                   | ×                    | 與蕭正楠、區永權合唱 《HEA TOGETHER LIVE 2023》音樂會主題曲 |

| 各台冠軍歌總數（五台） | 各台冠軍歌總數（五台） | 各台冠軍歌總數（五台） | 各台冠軍歌總數（五台） | 各台冠軍歌總數（五台） | 各台冠軍歌總數（五台） |
| ---------------------- | ---------------------- | ---------------------- | ---------------------- | ---------------------- | ---------------------- |
| 903                    | RTHK                   | 997                    | TVB                    | ViuTV                  | 備註                   |
| 0                      | 0                      | 0                      | 0                      | 0                      | 五台冠軍歌總數：0      |

- （*）仍在榜上
- （-）未能上榜
- （×）沒有派往該台

## 參與節目

### 無綫電視翡翠台
- 1996年：Sunday新地帶（嘉賓）
- 2014年：超級巨聲4（評判）
- 2020年：流行經典50年（嘉賓）
- 2021年：慈善星輝仁濟夜（演出嘉賓）
- 2021年：勁歌金曲（嘉賓）
- 2021年：聲夢傳奇第一季（專業評審）
- 2022年：聲夢傳奇第二季（專業評審）
- 2022年：中年好聲音（評審）
- 2022年：總有歌聲喺隔離（主持）
- 2023年：獎門人I Love爸爸感謝祭
- 2023年：中年好聲音2（評審）
- 2024年：福祿壽訓練學院（嘉賓評審）
- 2024年：中年好聲音3 （評審）

### 無綫電視J2
- 2020年：我們的音樂時代（第14集嘉賓）
- 2021年：StarTalk（嘉賓）
- 2021年：音樂同道疫情亦晴演唱會（嘉賓）
- 2022年：StarTalk（嘉賓）

### ViuTV
- 2021年：囝囝女女730（第5集嘉賓）
- 2021年：晚吹－有酒今晚吹
- 2021年：擊戰
- 2021年：全民造星IV（第21集評判）

### 其他
- 2021年：華語音樂一加（新時代電視）

### 網上節目
·2023年起：《週五有周伍》（與 周國豐合作主持）（直播形式）

## 音樂錄像
- 2021年：王菀之《倒數》

## 廣告
- 2023年：香港警務處商業罪案調查科反詐騙協調中心 - 預防「釣魚訊息騙案」（與蕭正楠及區永權合作）[24]

## 個人生活
伍仲衡與任職於無綫電視旗下唱片公司TMG宣傳部門的徐麗芬（Ida）相戀，他在2023年1月6日舉行的《HEA TOGETHER LIVE 2023》音樂會上向女方求婚，2024年1月6日（求婚一週年）舉行婚禮。Ida 答應求婚後，於2023年8月初離開TMG。

## 外部連結
- 伍仲衡的Facebook專頁
- 伍仲衡的新浪微博
- 伍仲衡的YouTube